# Trinia glauca
Espèce
Classification APG III (2009)
Statut de conservation UICN

 LC  : Préoccupation mineure
Trinia glauca, la Trinie glauque, est une espèce de plantes à fleurs de la famille des Apiaceae (Ombellifères) (dénommé ainsi en référence à Carl Bernhard von Trinius). C'est une hémicryptophyte que l'on trouve dans des zones rocheuses exposées au sud en Europe centrale, de quelques régions en Allemagne, jusqu'à la Hongrie ou à la Roumanie. Elle fleurit en avril-mai.

## Description
Trinia glauca est une Apiacée glabre qui croît lentement. Les tiges peuvent atteindre 20 cm et sont entourées par des restes fibreux abondants de pétioles à leur base. Cette plante est très branchue. Ses feuilles sont glauques et pennées ; les feuilles du dessus sont moins divisées. Les inflorescences sont en forme d'ombelles avec de petites fleurs blanches sans sépales. Les fruits sont ovales.

## Synonymes
- Apinella glauca (L.) Caruel
- Apinella pumila (L.) Raf.
- Apium glaucum Crantz